# Atractus iridescens
Atractus iridescens är en ormart som beskrevs av Peracca 1896. Atractus iridescens ingår i släktet Atractus och familjen snokar. Inga underarter finns listade.
Arten förekommer i Colombia och Ecuador. Honor lägger ägg.